# Lũ lụt Macedonia 2016
Vào tháng 8 năm 2016, nhiều trận mưa bão gây ra lũ quét đã nhấn chìm phần phía tây và tây bắc Cộng hòa Macedonia. Chính phủ Macedonia đã tuyên bố tình trạng khẩn cấp và ngày 8 tháng 8 được công bố là ngày quốc tang.
Theo cơ quan khí tượng Macedonia, trong đêm 6 tháng 8 năm 2016, bão kéo theo mưa to và gió lớn với vận tốc trên 70 km/h đã gây lũ lụt trên diện rộng và lở đất nghiêm trọng. Nhiều ngôi nhà, đường sá đều bị ngập lụt, nhiều xe ôtô bị hư hỏng nặng, nhiều khu vực hoàn toàn rơi vào tình trạng mất điện. Khu vực ngoại ô phía Bắc thủ đô Skopje ghi nhận tình trạng lũ quét nghiêm trọng nhất và tiếp đến là phần phía tây Cộng hòa Macedonia, làm ít nhất 21 người chết và hàng chục người khác bị thương hoặc mất tích. Các lực lượng cảnh sát đặc nhiệm và cứu hộ đã được triển khai, mang nước sạch đến những khu vực chịu ảnh hưởng nặng nề nhất.